# 962 Aslög
A 962 Aslög (ideiglenes jelöléssel 1921 KP) a Naprendszer kisbolygóövében található aszteroida. Karl Wilhelm Reinmuth fedezte fel 1921. október 25-én, Heidelbergben.